# Пятьдесят франков «Леверье»
Пятьдесят франков Леверье — французская банкнота, эскиз которой разработан 14 марта 1946 года и выпускалась Банком Франции с 10 марта 1947 года до замены на банкноту пятьдесят франков Генрих IV.

## История
Эта банкнота посвящена астроному и математику Урбану Леверье, относится к серии «Знаменитые люди Франции» начатой по решению Генерального совета Банка Франции в 1945 году и которая также включает в себя банкноты Сто франков Молодой крестьянин и Пятьсот франков Шатобриан. Серия выполнена в стиле ар-деко, вдохновившая разработку дизайна французских банкнот последней серии 1992 года. Для дизайна банкноты выбран портрет Урбана Леверье: известный научный деятель середины девятнадцатого века, работа которого способствовала открытию Нептуна в 1846 году, но его изображение было мало популярным (например, в отличие от Луи Пастера). Печаталась банкнота с 1946 по 1951 год и постепенно изымалась из обращения с 11 декабря 1951 года. Банкнота перестала быть законным платежным средством с 1 января 1963 года.

## Описание
Авторами банкноты стали художник Эжен Робер Пигьё (Poughéon) (1886—1955) и гравёры Андре Марлиат и Г. Ренье. Доминирующие цвета: фиолетовый, синий, зелёный.
Аверс: портрет Леверье, взгляд которого обращён к небу, и на его лице расположена тень от его левой руки, а в правой руке он держит циркуль. Его имя напечатано сверху вниз, за Леверье расположена Парижская обсерватория.
Реверс: бог Нептун с трезубцем, восседающий на двух тритонах. За Нептуном стилизованные изображения двух созвездий, Козерога и Водолея. Выноска «Нептун 1846». Число «50» в верхнем левом углу наполовину скрыто рисунком.
Водяной знак представляет собой голову Нептуна в профиль.
Размеры банкноты 120 × 78 мм.